# Clinical Cardiology
Clinical Cardiology is een internationaal, aan collegiale toetsing onderworpen wetenschappelijk tijdschrift op het gebied van de cardiologie.
De naam wordt in literatuurverwijzingen meestal afgekort tot Clin. Cardiol.
Het wordt uitgegeven door John Wiley & Sons en verschijnt maandelijks.
Het eerste nummer verscheen in 1978.